# Корисні копалини М'янми
Корисні копалини М'янми. 
М'янма володіє великими запасами різноманітних корисних копалин. Головні корисні копалини – нафта, природний газ, руди кольорових та дорогоцінних металів, зокрема олово, золото і срібло, свинець, цинк, нікель, вольфрам, мідь, а також рубіни, сапфіри і нефрит (див. табл. 1). 
В останні роки XX ст. Управління пошуково-знімальних і геологорозвідувальних робіт М’янми провело картування площі країни. При цьому встановлено понад 40 нових рудопроявів Au-, Fe-, Cu-, Ni-, Pb-руд, азбесту, жаду, гіпсу, вугілля, вапняку і бариту. Управління виконало розвідку родов. Fe-руд в районі Пхарканта, ресурси якого 221 млн т з середнім вмістом Fe 50,54%. 
У басейні Маукмаї, національна область Шан, запаси родов. гіпсу становлять 10,76 млн т. 
В районі Тавой відкрите родов. високоякісного гіпсу, ресурси якого оцінюються в 4,75 млн т. 
Загалом розвідано і картографовано на 2001 р. бл. 77% площі країни. 
Країна співпрацює в галузі геолого-розвідувальних робіт з фахівцями Китаю та інш. країн [Mining J. - 1999. - 333, 8553, Suppl. Asia and Austr.]
Таблиця 1. Корисні копалини М’янми станом на 1998-1999 рр.
| Корисні копалини               | Запаси       | Запаси   | Вміст корисного компоненту в рудах, % | Частка у світі, % |
| Корисні копалини               | Підтверджені | Загальні | Вміст корисного компоненту в рудах, % | Частка у світі, % |
| Барит, тис. т                  |              | 300      | 92 (BaSO4)                            |                   |
| Вольфрам, тис. т               | 15           | 30       | 0,8 (WO3)                             | 0,6               |
| Золото, т                      |              | 9        | 1-2,5 г/т                             |                   |
| Мідь, тис. т                   | 330          | 4560     | 1,41 (Cu)                             |                   |
| Нафта, млн т                   | 39           |          |                                       |                   |
| Олово, тис. т                  | 20           | 20       | 0,9                                   |                   |
| Плавиковий шпат, млн т         | 0,3          | 0,3      | 40 (CaF2)                             | 0,2               |
| Природний горючий газ, млрд м3 | 424          |          |                                       | 0,3               |
| Свинець, тис. т                | 475          | 1750     | 4,5 (Pb)                              | 0,4               |
| Срібло, т                      | 4500         | 6000     | 120 г/т                               | 0,8               |
| Вугілля, млн т                 | 4            | 233      |                                       |                   |
| Цинк, тис. т                   | 580          | 780      | 2,6 (Zn)                              | 0,2               |

Поклади олова і вольфраму приурочені до рудоносного пояса, що протягся від південних районів національної області Шан на південь вздовж узбережжя Андаманського моря через всю адміністративну область Танінтаї. 